# Ronde van Frankrijk 2022/Vierde etappe
De vierde etappe van de Ronde van Frankrijk 2022 werd verreden op 5 juli met start in Duinkerke en finish in Calais. Het betrof een heuveletappe over 172 kilometer.

## Koersverloop
Deze heuvelachtige etappe stond niet per se als etappe voor de sprinters in de boeken. Maar met maar twee vluchters - bergkoning Magnus Cort (al voor de derde etappe op rij in de aanval) en Anthony Perez - in de aanval, leken de sprinters zich te kunnen opmaken voor een derde sprintetappe. In de vlucht werd alles netjes verdeeld: Cort pakte de bergpunten en Perez kreeg na afloop het rode rugnummer. Daarachter trok Quick Step-Alpha Vinyl het peloton in waaiers op 130 kilometer van de streep, maar de drie pelonnetjes smolten al snel samen en was ook dat gevaar geweken.
Cort liet zich, net als in eerdere etappes inlopen, maar Perez hield lang stand. Op de laatste klimmetje van de dag, de Côte du Cap Blanc-Nez, werd de Fransman pas ingehaald door een offensief van Team Jumbo-Visma. Zij vielen deze beklimming aan en wisten samen met meerdere renners van INEOS Grenadiers verschillen te creëren. Vooraan bleef Wout van Aert over op de top van de beklimming, op een paar seconden gevolgd door Jonas Vingegaard en Adam Yates. De klassementsmannen konden Van Aert niet volgen, zakten terug naar de eerste groep en de Belg reed solo naar de finish in Calais, waarmee hij eindelijk de etappe pakte na drie tweede plaatsen. Daarachter won Jasper Philipsen de sprint van de achtervolgende groep, maar wist niet dat Van Aert ervoor reed en maakte een zegegebaar.

## Uitslag
| Duinkerke – Calais (172 km) |                    |                                    |          |
| Plaats                      | Naam               | Ploeg                              | Tijd     |
| 1                           | Wout van Aert      | Team Jumbo-Visma                   | 4u03'36" |
| 2                           | Jasper Philipsen   | Alpecin-Deceuninck                 | + 8"     |
| 3                           | Christophe Laporte | Team Jumbo-Visma                   | z.t.     |
| 4                           | Alexander Kristoff | Intermarché-Wanty-Gobert Matériaux | z.t.     |
| 5                           | Peter Sagan        | TotalEnergies                      | z.t.     |
| 6                           | Luca Mozzato       | B&B Hotels-KTM                     | z.t.     |
| 7                           | Danny van Poppel   | BORA-hansgrohe                     | z.t.     |
| 8                           | Hugo Hofstetter    | Arkéa-Samsic                       | z.t.     |
| 9                           | Michael Matthews   | Team BikeExchange Jayco            | z.t.     |
| 10                          | Benjamin Thomas    | Cofidis                            | z.t.     |

| Algemeen klassement |                      |                        |           |
| Plaats              | Naam                 | Ploeg                  | Tijd      |
| Gele trui           | Wout van Aert        | Team Jumbo-Visma       | 13u02'43" |
| 2                   | Yves Lampaert        | Quick Step-Alpha Vinyl | + 25"     |
| 3                   | Tadej Pogačar        | UAE Team Emirates      | + 32"     |
| 4                   | Mads Pedersen        | Trek-Segafredo         | + 36"     |
| 5                   | Mathieu van der Poel | Alpecin-Deceuninck     | + 38"     |
| 6                   | Jonas Vingegaard     | Team Jumbo-Visma       | + 40"     |
| 7                   | Primož Roglič        | Team Jumbo-Visma       | + 41"     |
| 8                   | Adam Yates           | Team INEOS             | + 48"     |
| 9                   | Stefan Küng          | Groupama-FDJ           | z.t.      |
| 10                  | Tom Pidcock          | Team INEOS             | + 49"     |

1e etappe ·
2e etappe ·
3e etappe ·
4e etappe ·
5e etappe ·
6e etappe ·
7e etappe ·
8e etappe ·
9e etappe ·
10e etappe ·
11e etappe ·
12e etappe ·
13e etappe ·
14e etappe ·
15e etappe ·
16e etappe ·
17e etappe ·
18e etappe ·
19e etappe ·
20e etappe ·
21e etappe
Startlijst · Eindstanden · Afbeeldingen